# Блэкуэлл, Элизабет
Элизабет Блэкуэлл (англ. Elizabeth Blackwell, 3 февраля 1821 — 31 мая 1910) — первая женщина, получившая высшее медицинское образование в США и включённая в UK Medical Register.

## Биография
Родилась в Бристоле в семье Самуэля и Ганны Блэкуэллов. У неё было две старших сестры, Анна и Мариан, и шестеро младших братьев и сестёр — Самуэль, Генри, Эмили, Эллен, Ховард и Джордж. Пока Элизабет была маленькой, с их семьёй также жили её тёти: Барбара, Энн, Люси и Мэри. Первые воспоминания Элизабет связаны с домом по 1 Wilson Street.
Её детство было счастливым, Элизабет особенно вспоминала положительное влияние отца. В воспитании, религии и социальных вопросах он был достаточно либерален; например, проступки детей он не наказывал поркой, а записывал в чёрную книгу, и если там накапливалось много нарушений, ребёнка отправляли на чердак на время обеда. Однако, это не значит, что он плохо воспитывал детей. У Элизабет была и гувернантка, и частные учителя для лучшего интеллектуального развития, однако в итоге она была социально изолирована ото всех, кроме своей семьи.
В 1828 году семья переехала на улицу Нельсона, а в 1830 году, когда в Бристоле стали вспыхивать беспорядки, Самуэль решил переехать с семьёй в Америку. В августе 1832 года семья прибыла в Америку на Cosmo. Отец стал активен в реформистских кругах, их дом посещали лидеры аболиционистов, например, Уильям Ллойд Гаррисон. Семья приняла его либеральные взгляды и в знак протеста против рабства отказалась от сахара, хотя сам Блэкуэлл был его производителем. Элизабет росла, посещая антирабские ярмарки и демонстрации, что привело к её большей интеллектуальной и экономической независимости.
В 1836 году их завод сгорел. Несмотря на восстановление, вернуться в дело удалось лишь через год. Семья экономила, отказалась от слуг, и в попытке восстановить свой бизнес переехала в Цинциннати, штат Огайо, в 1838 году. Одной из причин для переезда в Цинциннати был интерес Самуэля к выращиванию сахарной свеклы, альтернативы рабскому труду по выращиванию сахарного тростника. Через три недели после их переезда, 7 августа 1838 года, старший Блэкуэлл неожиданно умер от желчной лихорадки. Он оставил после себя вдову, девять детей, и много долгов.
Из-за финансовой необходимости Анна, Марьян и Элизабет открыли школу, The Cincinnati English and French Academy for Young Ladies. Она не была особенно инновационной, так как являлась просто источником средств для сестёр. Борьба с рабством отошла в эти годы на второй план, вероятно, в том числе из-за более консервативных взглядов на этот вопрос в Цинциннати.
Вероятно, под влиянием сестры Анны, в декабре 1838 года Элизабет становится активным членом епископальной церкви Св. Павла. Тем не менее, визит Уильяма Генри Ченнинга в 1839 году заставляет её изменить взгляды и Элизабет начала посещать унитарную церковь. Консервативное сообщество Цинциннати отреагировало негативно, и, как следствие, Академия потеряла множество учеников и была заброшена в 1842 году. Блэкуэлл начала давать частные уроки.
Визит Ченнинга зародил у Элизабет новые интересы в области образования и реформ. Она работала на интеллектуальным самосовершенствованием: изучала искусство, посещала различные лекции, писала рассказы, а также участвовала в различных религиозных службах всех конфессий (квакеров, миллеритов, евреев). В начале 1840-х она начала выражать мысли о правах женщин в своих дневниках и письмах, а также участвовала в политической кампании Харрисона 1840 года.
В 1844 году с помощью своей сестры Анны Блэкуэлл получила преподавательскую работу с оплатой 400 долларов в год в городе Хендерсон, штат Кентукки. Хотя она была довольна своими учениками, жильё и школа её не устраивали, кроме того, она впервые столкнулась с реалиями рабства, и в итоге вернулась через полгода в Цинциннати, решив тратить свою жизнь на что-то менее мелкое и скучное.

## Образование
Впервые мысль о получении медицинского образования пришла в голову Элизабет после смерти её друга от заболевания. Этот друг говорил, что женщина, вероятно, может сделать процесс лечения более комфортным, а сама Элизабет думала, что женщины могут быть хорошими врачами из-за своих материнских инстинктов. Изначально она отказывалась от этой идеи, так как ненавидела всё, связанное с телом, и даже смотреть не могла на медицинские книги. Другим явлением, повлиявшим на её решение, была коннотация к словам «женщина-врач» — она фактически говорила о том, что максимум, чего может добиться женщина в этой области, касается осуществления абортов. Кроме того, для Элизабет было важно жить одной, независимо от мужчины и матримониальных уз.
Решение Элизабет изучать медицину был довольно спонтанным, сделанным до того, как она поняла, сколь трудно будет преодолеть все патриархальные барьеры, однако эти трудности лишь укрепили её решимость. В 1845 году Блэкуэлл решила однажды получить степень доктора медицины, хотя ещё не знала, где это случится и как она будет оплачивать обучение.
Стремление Элизабет одобрил священник, который по случайности был бывшим врачом. С целью накопить 3000 долларов она, вновь с помощью сестры, устроилась преподавать музыку. В этот же период она вновь стала посещать встречи против рабства.
После переезда к брату преподобного Диксона из-за закрытия школы Диксона и нахождения новой работы она попробовала рассылать письма о возможности обучения в медицинской школе, но не получала благоприятных ответов. В 1847 году Элизабет покинула Чарльстон, поставив себе цель поступить в любую медицинскую школу в Филадельфии, прося об этом лично. Здесь она стала брать уроки у доктора Уильяма-старшего, который, в свою очередь, брал уроки у Джонатана Аллена, и пыталась добиться принятия в какую-либо из школ. Большинство врачей советовало ей или поехать учиться в Париж, или переодеться мужчиной, чтобы получить возможность обучаться, так как она, во-первых, женщина, а значит, интеллектуально неполноценна, а во-вторых, если она окажется на высоте, ей не дадут учиться, опасаясь конкуренции. Отчаявшись, Элизабет обратилась в двенадцать «сельских школ», и в октябре 1847 года её приняли в Женевский медицинский колледж. Это случилось почти случайно: декан отказался принимать решение лично, и поставил вопрос на голосование среди 150 студентов с условием, что одного голоса против будет достаточно для отказа. Студенты же решили, что это такая смешная шутка, и потому проголосовали все за.
Когда Элизабет впервые приехала в колледж, она была в недоумении, так как не знала никого и ничего. Однако, она оказала сильное влияние на группу; если раньше в лекционном зале был такой гомон, что лекция была едва слышна, то теперь студенты сидели и слушали тихо.
Доктор Джеймс Уэбстер, читая курс анатомии, добравшись до лекций о размножении, попросил Элизабет удалиться, утверждая, что это всё слишком вульгарно для её тонкого ума, однако ответ Элизабет не только позволил ей остаться, но и поднял престиж считавившихся неприличными лекций. Блэкуэлл поддерживали как преподаватели, так и студенты, однако она всё же испытала на себе социальную изоляцию и отвергла женихов и друзей, предпочтя изолировать себя.
23 января 1849 года Элизабет Блэкуэлл стала первой женщиной, достигшей степени доктора медицины в Соединённых Штатах. Местная пресса сообщила об окончании её обучения благоприятно, и когда декан, доктор Чарльз Ли, присвоил ей ученую степень, он встал и поклонился Элизабет. Диссертация Элизабет была посвящена тифу и была основана на полученной ею клинической практике.
В апреле 1849 года она решила продолжить обучение в Европе, посетила несколько больниц в Великобритании и отправилась в Париж. Как и в Америке, она получила множество отказов из-за своего пола. В июне её приняли в «лежачую» больницу La Maternité при условии, что она будет считаться акушеркой, а не врачом; в конце года Пол Дюбуа сказал, что она будет лучшим акушером в США, как среди женщин, так и среди мужчин.
4 ноября 1849 года во время лечения ребёнка с офтальмией новорожденных в её глаз брызнуло немного заражённой жидкости. Из-за болезни она потеряла зрение на левый глаз и, следовательно, всякую надежду стать хирургом. После периода восстановления она поступила в больницу Святого Варфоломея в Лондон в 1850 году, регулярно посещала лекции Джеймса Педжета. Там она произвела хорошее впечатление, хотя она встретилась с некоторым сопротивлением, когда пыталась обходить палаты.
В 1851 году Блэкуэлл решила вернуться в Соединённые Штаты, чтобы делать карьеру. Предубеждения в отношении женщин в области медицины были не так сильны, и она надеялась на создание своей собственной практики.

## Карьера
Вернувшись в Нью-Йорк, Блэкуэлл открыла свою собственную практику. Она столкнулась с неприятностями, но ей все же удалось получить некоторую поддержку средств массовой информации, таких как New York Tribune. У неё было очень мало пациентов из-за предубеждения насчёт женщин-врачей как способных только делать аборты. В 1852 году она начала читать лекции и опубликовала The Laws of Life with Special Reference to the Physical Education of Girls, свою первую работу о физическом и психическом развитии девочки. Хотя сама Элизабет делала карьеру и никогда не вышла замуж и не родила ребёнка, этот трактат занимался подготовкой молодых женщин к материнству.
В 1853 году Блэкуэлл создала небольшой диспансер рядом с Томпкинс-сквер. Она также наняла Марию Закревску, получавшую медицинское образование немку, и выступала в качестве её наставницы. В 1857 году Мари с Элизабет и её сестрой Эмили, также получившей степень доктора медицины, расширили диспансер до Больницы для неимущих женщин и детей Нью-Йорка. Женщины входили в состав попечительского совета, в состав Исполнительного комитета, и были лечащими врачами. Учреждение принимало амбулаторно и служило в качестве учебного центра медсестёр. На второй год поток пациентов увеличился вдвое.
Когда в США началась гражданская война, сёстры Блэкуэлл помогали раненым. Элизабет горячо сочувствовала Северу, и даже зашла столь далеко, чтобы сказать, что она оставила бы страну, если б Север пошел на компромисс по вопросу о рабстве. Однако, сёстры встретились с некоторым сопротивлением United States Sanitary Commission: мужчины-врачи отказались помогать с планом по образованию медсестёр, если в нём будут участвовать сестры Блэкуэлл. Впрочем, больница приняла участие в подготовке медсестёр, сотрудничая с Доротеей Дикс.
Элизабет несколько раз съездила в Англию для сбора средств, пытаясь создать там ещё один лазарет. В 1858 году, согласно закону о медицине 1858, который признал врачей с иностранными степенями, практиковавшими в Великобритании до 1858 года, она смогла стать первой женщиной, чьё имя вошло в General Medical Council’s medical register (1 января 1859 г.). Кроме того, она стала наставницей Элизабет Гарретт Андерсон. К 1866 году почти 7000 пациентов проходили лечение в Нью-Йоркской больнице, и Блэкуэлл было необходимо вернуться в Соединённые Штаты. Параллельный проект провалился, но в 1868 году в дополнение к лазарету был создан медицинский колледж для женщин. В нём практиковались инновационные идеи Блэкуэлл о медицинском образовании — четырёхлетний период обучения с гораздо более обширной клинической подготовкой, нежели требовалось ранее.
Между Эмили и Элизабет Блэкуэлл в этот период произошла ссора. Они обе были очень упрямы, и состоялась борьба за власть над управлением больницей и колледжем. Елизавета, чувствуя себя несколько отстранённой от медицинского женского движения Соединённых Штатов, уехала в июле 1869 года в Англию, чтобы попытаться установить медицинское образование для женщин там.
В 1874 году Блэкуэлл совместно с Софией Джекс-Блейк, ранее учившейся в нью-йоркской больнице, создала медицинскую школу для женщин в Лондоне. Блэкуэлл считала Джекс-Блейк опасной, агрессивной и бестактной, но в 1874 году удалось открыть London School of Medicine for Women, главной целью которой являлась подготовка к сдаче экзамена в Worshipful Society of Apothecaries. Блэкуэлл выступала категорически против использования вивисекции в лаборатории школы.
После создания школы Блэкуэлл была избрана лектором по акушерству; она ушла с этой должности в 1877 году, официально завершив медицинскую карьеру.
С 1869 года Блэкуэлл жила преимущественно на доходы от инвестиций в Америке, интересуясь социальными реформами и став активным автором. В 1871 году она основала National Health Society. Неоднократно путешествовала по Англии, Франции, Уэльсу, Швейцарии и Италии.
Наибольшая её активность пришлась на период после ухода из медицины, в 1880—1895 годы. Блэкуэлл интересовалась многими реформаторскими движениями — моральной реформой, сексуальной чистотой, гигиеной и медицинским образованием, профилактической медициной, санитарией, евгеникой, планированием семьи, правами женщин, ассоцианизмом, христианским социализмом, медицинской этикой и антививисекционизмом — впрочем, ничем из этого глубоко она не занималась. Она вступала в различные организации и пыталась сохранить влияние в каждой. У Блэкуэлл была высокая, и в конечном счете, недостижимая цель: евангельское нравственное совершенство; все реформы объединялись вокруг этой темы. Она даже внесла большой вклад в создание двух утопических общин, Starnthwaite и Hadleigh, в 1880 году.
Она считала, что христианская мораль должна играть большую роль в научных исследованиях в области медицины, и медицинская школа должна учить студентов этой основной истине. Она также была антиматериалистом и не верила в вивисекцию, прививки, вакцины, микробную теорию, предпочитая более духовные методы лечения. Она считала, что болезнь случается из-за моральных проблем, а не из-за микробов.
Она вела крупную кампанию против распущенности, проституции и контрацептивов, рекомендуя вместо них метод цикла. Она выступала против Contagious Diseases Acts, утверждая, что это — псевдолегализация проституции. В 1878 году она написала Counsel to Parents on the Moral Education of their Children, эссе о проституции и браке, приводя доводы против  Contagious Diseases Acts. Она была консервативна во всех смыслах за исключением того, что верила в половую страсть женщин и ответственность обеих сторон за контроль этих страстей.